# Provincia de Aija
La provincia de Aija es una de las veinte que conforman el departamento de Áncash en el Perú. Limita por el norte con la provincia de Huaraz, por el este con la provincia de Recuay y por el sur y el oeste con la provincia de Huarmey.
Su territorio está atravesado por la cordillera Negra. Debido a su aislamiento geográfico, sufre una acelerada disminución demográfica desde los años 90.

## Historia
La provincia tiene como capital a la ciudad de Aija, denominada por Antonio Raimondi como Perla de las Vertientes, la misma que, según la tradición, debe su nombre a una danza guerrera de ancestro inca, la saya huanca. Estos danzantes bailaban repitiendo: «Ja, ja Aixa Burr». Otra versión dice que proviene de la exclamación apasionada «¡Ah, hija!» de un rubicundo español enamorado de una doncella, flor nativa de esta tierra, allá en el tiempo de la colonia.
La provincia fue creada a partir de su escisión de la segunda provincia de Huaraz, cumpliéndose así el anhelo de varias generaciones. A continuación  se señalan los hitos más importantes del proceso seguido para conseguir dicho objetivo.
1908-1911: El 28 de julio de 1908, teniendo como alcalde distrital a don Bernardo Pajuelo, se realizó una sesión solemne en donde se pronunciaron discursos encendidos de regionalismo por parte de don José María Antúnez, don Eliseo Larragán y, el gobernador, don Guillermo Romero Mejía, quien lanzó una arenga a su generación para recoger la idea de sus mayores para conseguir convertir a Aija en una provincia. El 15 de agosto de 1908, fundaron la sociedad El Porvenir de Aija con una junta directiva conformada por José María Antúnez (presidente),  Eliseo Larragán (vicepresidente), Guillermo Romero, Enrique Roldán, Nicanor Pajuelo, Macario Ortiz y Humberto Flores. 
1916-1917: Con el correr del tiempo, de la Sociedad Porvenir de Aija había quedado solo el recuerdo. Recuay y Carhuaz ya habían despertado, pues, el movimiento regionalista en cada una, ya estaba más activo. El 12 de noviembre de 1916, en Asamblea Pública, bajo la presidencia del gobernador don Darío Antúnez, se fundó el Comité Pro Nueva Provincia con la siguiente directiva: José María Antúnez (presidente), Guillermo Romero Mejía (vicepresidente), Enrique Roldán y Darío Antúnez. Y el día 14 de noviembre, en asamblea continuada, se nombraron las comisiones para recorrer nuevamente los distritos vecinos de las zonas norte, centro y sur de la región de las Vertientes y convencenrlos de adherirse a la iniciativa. Los responsables de la tarea fueron la junta directiva de El Porvenir de Aija.
1934-1936: En 1934 un suceso importante golpeó muy fuerte la conciencia del distrito: Carhuaz había sido creada como provincia en el Congreso Constituyente que legislaba desde 1931, sin mayor oposición. Así, los aijinos nuevamente despertaron y, con la adhesión del distrito de Succha, el sistrito de Huayán, el distrito de Malvas y el distrito de Coris, la provincia de Aija fue creada por insistencia del Congreso, pese a las observaciones del Poder Ejecutivo, a través la Resolución Legislativa n.º 8188 del 5 de marzo de 1936, escindiendo parte de la segunda provincia de Huaraz. La noticia de esta victoria originó una explosión de euforia y algarabía. Los aijinos de entonces, chicos y grandes, llenaron las calles y se confundieron en abrazos, en vivas y urras, al retumbo de los cohetes y al son de las bandas de músicos. La inauguración se produjo el 30 de agosto de 1936.
La nueva provincia se creó conformada por nueve distritos. Entre los cinco distritos ya existentes, estaban el distrito de Aija, el distrito de Succha, el distrito de Huayán, el distrito de Coris y el distrito de Malvas. Y entre los cuatro nuevos distritos que se crearon, con dicha ley, estaban el distrito de Huacllán, que era anexo de Succha; el distrito de La Merced, que era anexo de Aija; el distrito de Tapacocha, que pertenecía al distrito de Cotaparaco, y el distrito de Cochapeti, que era anexo de Malvas. 
Posteriormente, el distrito de Tapacocha se escindió de la provincia por la creación de la provincia de Recuay el 30 de septiembre de 1949, a partir de la división de la tercera provincia de Huaraz, y el distrito de Malvas, el distrito de Huayán y el distrito de Cochapeti se escinden de la provincia por la creación de la actual provincia de Huarmey el 20 de diciembre de 1984.

## Geografía
Tiene un clima moderado de aprox. 18 °C durante el año.
Zona principalmente minera: zinc, plata, estaño.

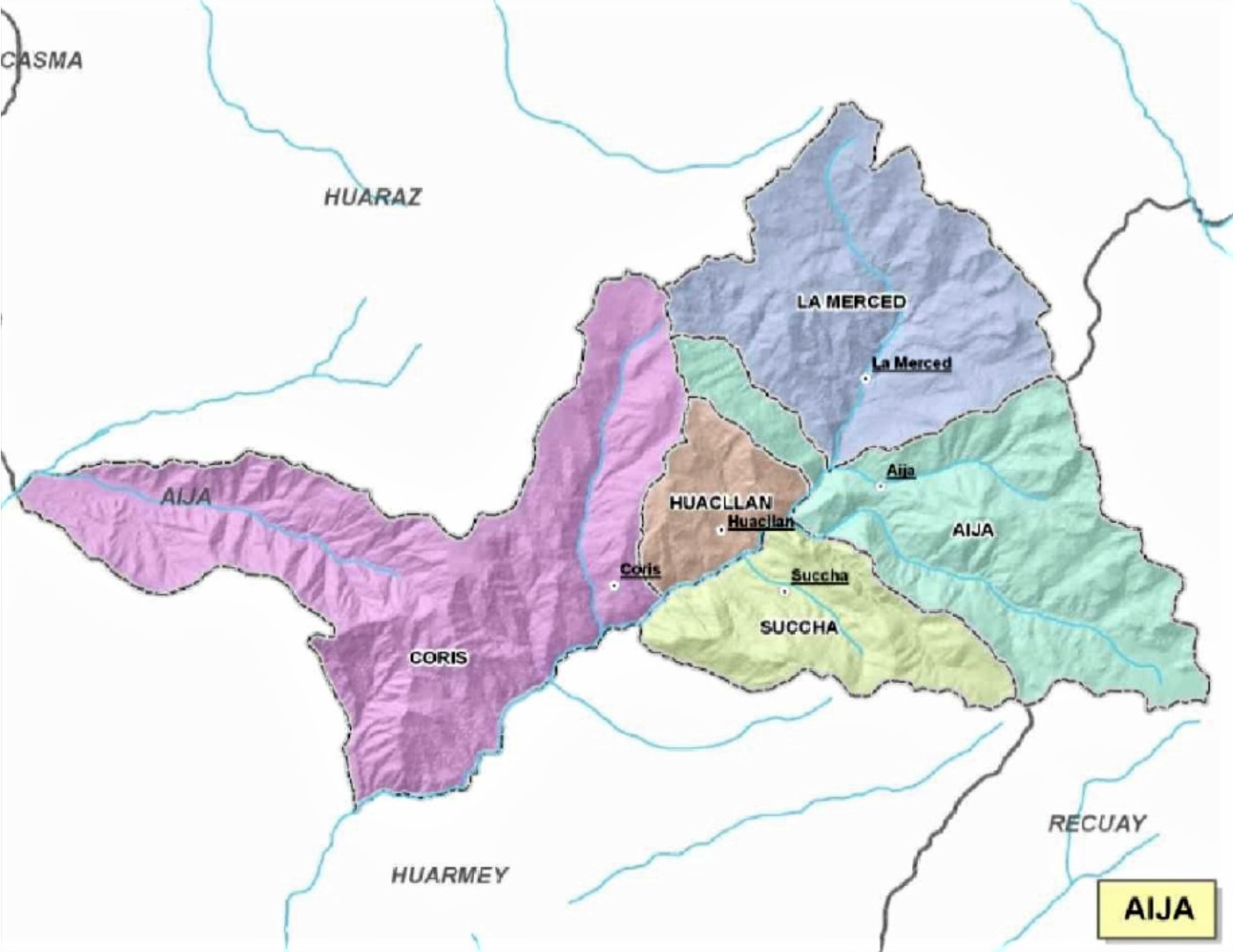
Distritos de la provincia de Aija

## Génesis nominal
Aixa, modernamente Aija, no significa sino 'tierra baldía', versión pedagógica de Cerrón Palomino en un ensayo en Lexis PUCP, 1915-

## Capital
La capital de esta provincia es la ciudad de Aija, ubicada en el distrito de Aija.

## División administrativa
Esta provincia se divide en cinco distritos:
- Aija, que ocupa la parte sureste.
- Coris, que ocupa la parte oeste.
- Huacllán, que ocupa la parte central
- La Merced, que ocupa la parte norte.
- Succha, que ocupa la parte sur.

## Transportes
Vías de acceso

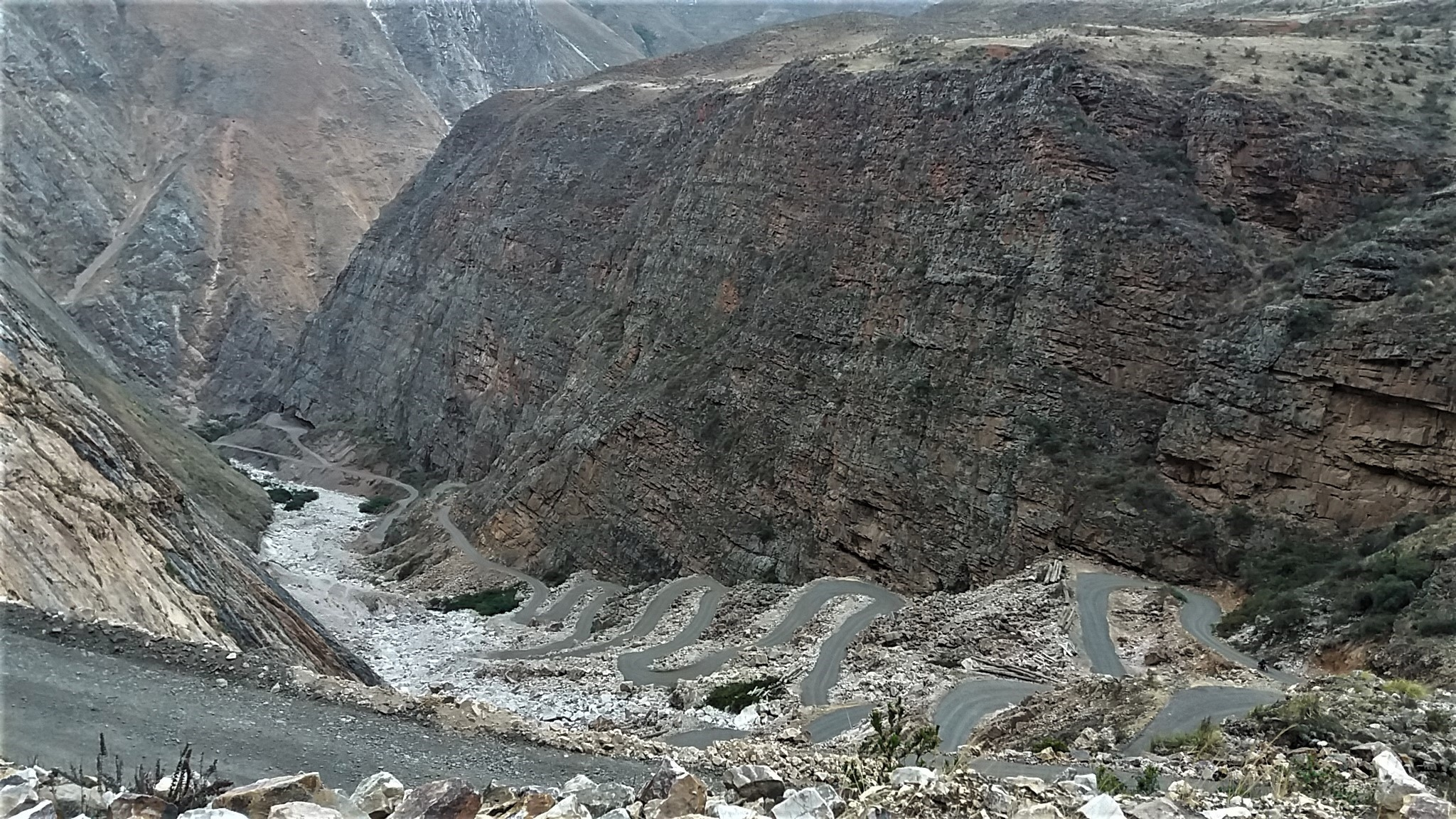
Carretera a Aija sobre el cauce del río

La capital de la provincia se encuentra a 73 km de la ciudad de Huaraz, la capital del departamento, ubicada en el Callejón de Huaylas. 
La primera de forma de llegar es a través de carretera nacional PE-3N que nace en Paramonga, como desvío de la carretera nacional PE-1N (carretera Panamericana norte). A 26 km de Huaraz, se toma un desvío al oeste en la ciudad de Recuay, a través de la trocha carrozable AN-109, y se siguen otros 47 km por un afirmado que pasa casi a los 4500 mnsm, cerca del cerro Huancapetí. 
La segunda forma de llegar es una ruta de 72 km, a través de la carretera nacional PE-14N asfaltada que nace en Casma, como desvío de la carretera nacional PE-1N (carretera Panamericana norte). A 33 km de Huaraz, se toma un desvío al sur en el abra Callán Punta situada a 4200 m s. n. m. que va al distrito de Coris, a través de la trocha carrozable AN-1168, y luego se sigue un desvío al sureste, hacia el distrito de La Merced, a través de la trocha AN-1178.
Una tercera forma de llegar a la capital de la provincia es a través de la vía que viene desde la ciudad de Huarmey, por una ruta de 107 km, a través de un desvío que nace en la carretera nacional PE-1N (carretera Panamericana norte), a través de la vía AN-109. Los primeros 42 km de la ruta están asfaltados, los siguientes 65 km están afirmados. Sin embargo, buena parte de los últimos 23 km pasan literalmente por el lecho del río Allma, que en la zona denominada Juchu-Mellizo suele inundarse e interrumpirse en los 4-5 meses de lluvias, además de encontrarse junto a una falla geológica que en terremotos pasados ha originado el desprendimiento de parte del cerro Kjonkja. Para evitar este paso, se toma un desvío en Llanquish y se sigue hasta la vía AN-1167 que atraviesa el túnel Keké y que está operativo todo el año desde que se terminó de construir en 2012.
Una cuarta forma de acceder sería recorriendo los mismos 42 km asfaltados de la carretera Huarmey-Huamba por la vía AN-109 y tomar la variante que va por la vía AN-1161 de 72 km y pasa por el pueblo de San Miguel, sube a la capital del distrito de Huayán y sigue hasta empalmar con la vía AN-1167, en la capital del distrito de Succha. Luego se sigue 23 km por el túnel Keké hasta la capital de la provincia. Esta ruta, pese a ser más larga, tiene vistas espectaculares de la costa y el mar.
Infraestructura vial

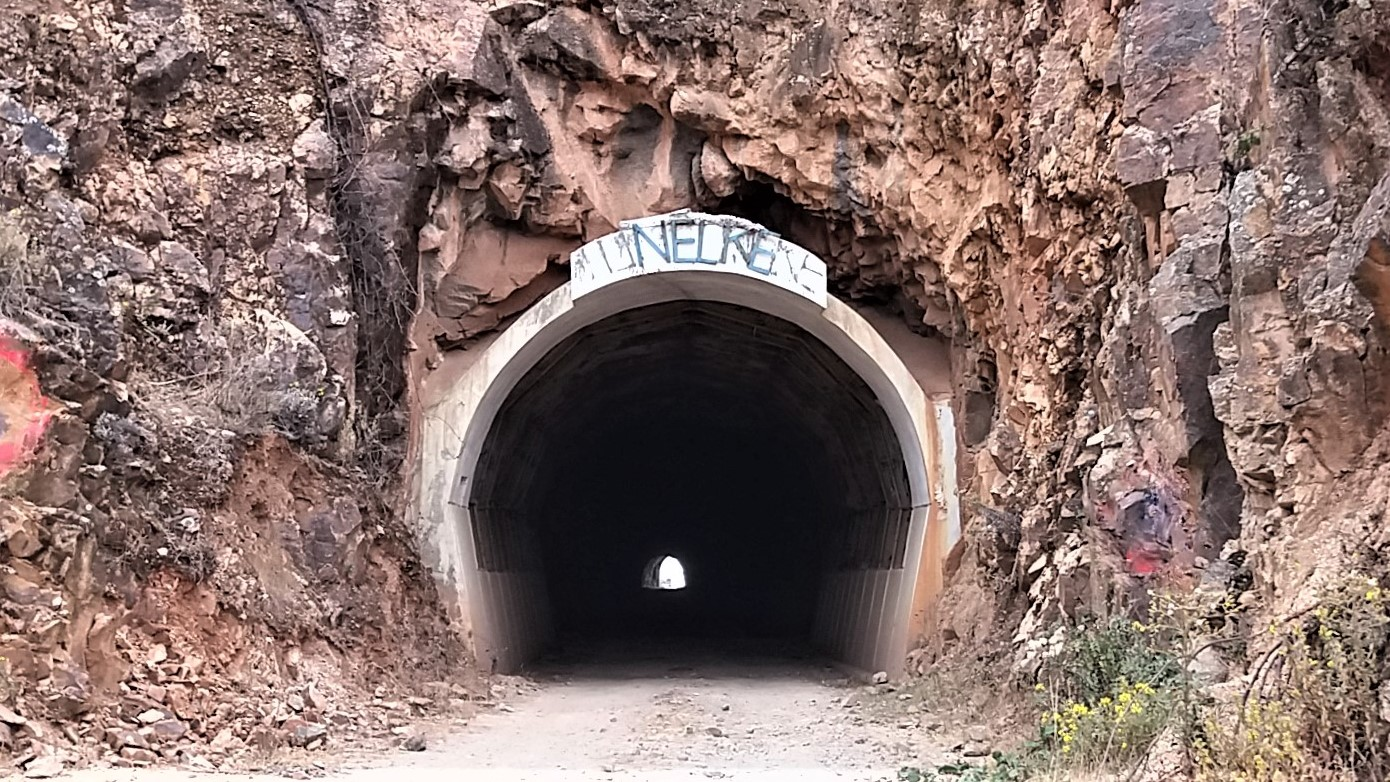
Túnel Keké de la vía AN-1167 a Huarmey

Los diferentes distritos de la provincia se encuentran bastante desintegrados vialmente respecto de la capital de provincia, a excepción del distrito de La Merced, que anteriormente fue anexo del distrito de Aija, con el que se conectan a través de las trochas carrozables AN-1175 y AN-1177. Además de poder usar las trochas AN-109 y AN-1178, el distrito de La Merced se conecta a la ciudad de Huaraz a través de la trocha AN-1173 y AN-1174.
Los otros tres distritos, distrito de Coris, distrito de Huacllán y distrito de Succha, están mejor conectados con la Huarmey, a través de las trochas AN-109 y AN-1161, y con Huaraz, a través de la trocha AN-1166, AN-1168 y AN-1169. Las conexiones a los caseríos consisten en vías sin afirmar no registradas y caminos de herradura.
Transporte público
El transporte público también se encuentra dividido. El distrito de Aija y el distrito de La Merced se encuentran muy bien comunicados con Recuay y Huaraz, con varias empresas de transporte de pasajeros que tienen varias frencuencias diarias. Sin embargo, no hay transporte público hacia Huarmey ni hacia los otros tres distritos de la provincia.
Por su parte, el distrito de Succha, el distrito de Huacllán y el distrito de Coris están comunicados con Huarmey y Huaraz a través de empresas de transporte que tienen frecuencias de viaje diarias o interdiarias. Anteriormente estos distritos utilizaban los caminos de herradura que cruzaban el puente Mellizo para ir a abastecerse de provisiones en el distrito de Aija, pero ahora o lo hacen directamente de Huarmey y Huaraz o los propios proveedores vienen a dejar sus productos desde dichas ciudades, dos o tres veces por semana.

## Atractivos turísticos
Aija es conocido como la cuna de genios, denominación ganada gracias al sabio Santiago Antúnez de Mayolo. Es por ello que hasta la actualidad se mantiene en conservación el lugar donde vivió por varios años.
A las alturas del distrito se ubican varios restos arqueológicos, Chuchunpunta y Pirurupunta, desde este punto se observa panorámicamente todo el distrito de Aija.
Otro lugar que todavía no se ha estudiado, pero tiene un potencial turístico es Quillayoc, resto arqueológico ubicado a las alturas del cerro Monserrate,

## Autoridades

### Regionales
- Consejero regional
  - 2019-2022:[1] Miguel de los Santos Rosales Tamariz (Movimiento Regional El Maicito)

### Municipales
- 2019-2022[1]
  - Alcalde: Pedro Moisés Roque Ita, del Movimiento Regional El Maicito.
  - Regidores:

  1. Martín Ángel Solís Solórzano (Movimiento Regional El Maicito)
  2. Margarita Gudelia Ortiz Onofre (Movimiento Regional El Maicito)
  3. Julián Robin Robles León (Movimiento Regional El Maicito)
  4. Magda Rebeca Villacorta Huaychani de Minaya (Movimiento Regional El Maicito)
  5. Cayo Gabriel Antúnez Alva (Movimiento Acción Nacionalista Peruano)

## Aijinos destacados
- Santiago Antúnez de Mayolo Gomero, nacido en el hoy distrito de Huacllán.
- Santiago Antúnez de Mayolo Rynning, congresista de la República.
- Gabino Uribe, prócer de la independencia. Actualmente un colegio de la provincia lleva su nombre.
- Jacinto Palacios Zaragoza, el Trovador Ancashino, cuya obra musical fue proclamada Patrimonio Cultural de la Nación el 13 de noviembre de 2015.

## Festividades
- Febrero 2: Virgen de la Candelaria
- Marzo-abril: Semana Santa
- Julio 25: Santiago Apóstol